# EarMaster
EarMaster je muzički program danske softverske kuće EarMaster ApS. Zamišljen je da bude interaktivna zamena za časove u muzičkoj školi ili privatne časove muzike. Svako sa računarom opremljenim zvučnom karticom mogao bi da sam, kod kuće, uči i vežba muziku, počev od osnovnih stvari pa do naprednih vežbi. Zamisao je da ga koriste svi muzičari, ne samo studenti muzike, jer je svima koji se bave muzikom potrebno da stalno vežbaju sluh, budući da je to suštinska sposobnost za jednog muzičara. 
EarMaster je trenutno preveden na 15 jezika (ovaj broj se stalno povećava), uključujući i potpuni prevod na srpski, što program čini dostupnim velikom broju korisnika širom sveta. Program postoji u dve verzije: školskoj i profesionalnoj. Školska je posebno namenjena profesorima muzike, jer im omogućava pravljenje vežbi za njihove učenike.

## Istorija programa
Program je nastao iz nedostatka računarskih programa za učenje muzike na računaru. Autor je išao na muzičku akademiju, i nije hteo da traži profesora već da sam uči, i tako je došao na ideju da napravi program koji bi omogućavao samostalno učenje na računaru. Tokom godina su dodavane nove opcije, tako da danas može u dobroj meri zamenjuje profesora.

## Spoljašnje veze
- Zvanični sajt
- Teorija muzike